# Горњи Лукавац (Невесиње)
Горњи Лукавац је насељено мјесто у општини Невесиње, Република Српска, БиХ. Према попису становништва из 1991. у насељу је живјело 121 становника.

## Становништво
| Националност | 1991. | 1981. | 1971. | 1961. |
| Срби         | 116   | 177   | 228   | 246   |
| Југословени  | 1     | 3     |       |       |
| Муслимани    | 4     |       | 3     |       |
| непознато    |       |       |       |       |
| Укупно       | 121   | 180   | 231   | 246   |

| Демографија | Демографија | Демографија |
| Година      | Становника  | Становника  |
| ----------- | ----------- | ----------- |
| 1961.       | 246         |             |
| 1971.       | 231         |             |
| 1981.       | 180         |             |
| 1991.       | 121         |             |